# Ophthalmolycus
Ophthalmolycus – rodzaj ryb z rodziny węgorzycowatych (Zoarcidae).

## Klasyfikacja
Gatunki zaliczane do tego rodzaju:
- Ophthalmolycus amberensis
- Ophthalmolycus andersoni
- Ophthalmolycus bothriocephalus
- Ophthalmolycus campbellensis
- Ophthalmolycus chilensis
- Ophthalmolycus conorhynchus
- Ophthalmolycus eastmani
- Ophthalmolycus macrops
- Ophthalmolycus polylepis